# 桃園市歷史
桃園地區的漢人居落，據《桃園縣志》記載，在明鄭時期的1681年（明永曆35年、清康熙20年），由鄭克塽部將陳絳就地屯墾開始。初期的發展主要集中於北部的濱海地區南崁、竹圍、竹北二堡（今桃園市的大園區中西部、觀音區全部、中壢區西部、新屋區全部、楊梅區）一帶，漸及中部南部。桃園市西部的楊梅、中壢地區，漢人屯墾約在1780年代（乾隆50年代）開始；毗鄰山區的角板山則直到1874年，開山撫番之後才開始較為發展。當時入墾桃園的移民主要以自動前來的泉州、漳州籍人口為主，政府派遣兵丁保護開墾則晚於開墾區的建立。

## 史前時期

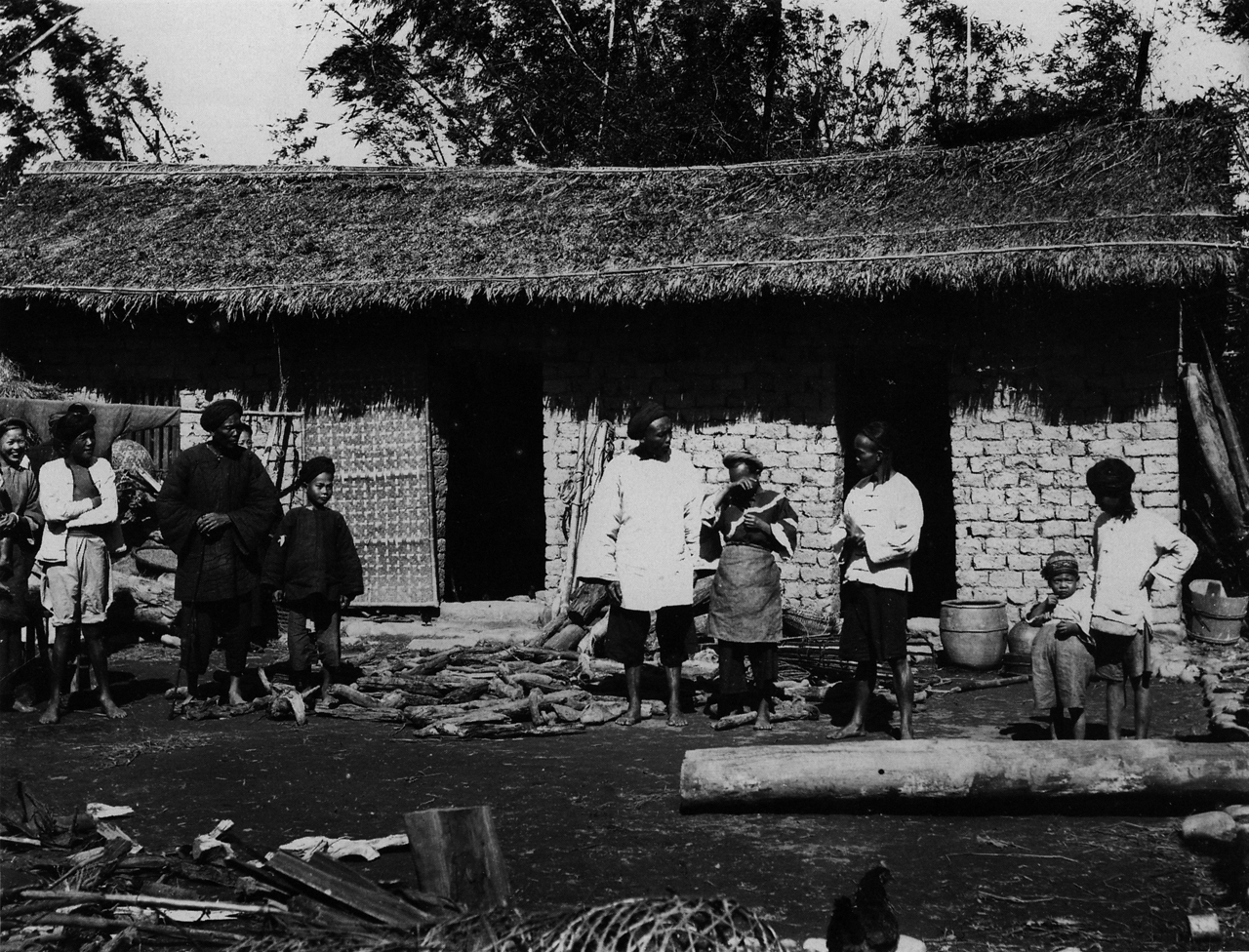
1897年，已經漢化的凱達格蘭族，日本人攝。

在漢人尚未大量移墾之前，桃園地區主要為原住民的活動場域，當時位居今桃園市平地地區的原住民，主要為平埔族凱達格蘭族的南崁四社——南崁社（在林口台地西南側）、坑仔社（在林口台地西側）、龜崙社（在龜崙嶺南麓）及霄裡社（在桃園平原溪南部）。根據日本時代人類學家伊能嘉矩研究，南崁四社的來源推測與其他凱達格蘭族各社相同，原先皆居住於北海岸的三貂角附近，後向西南沿海岸遷徙而來。以山地地區來說，則以泰雅族族群為主。桃園市的泰雅族人自我稱呼為Tayal，稱「人」為Squliq，因此在人類學上也被稱為Squliq語群。繼續細分，Msbtunux來自今南投縣仁愛鄉的Mknazi部落，主要居住於復興區高坡以北，俗稱前山之地帶；Gogan群祖居金南投縣仁愛鄉的Malipa部落，分布於高坡以南，俗稱為後山之地帶；在復興區長興村則有一支Mrqwang群泰雅族人，也是北上自南投縣仁愛鄉。
雖然Mknazi群與Malipa群拓展至桃園市的路線和分布的位置皆有所不同，但都流傳著曾有名為Batu的英雄率眾征戰Sukamajun人的傳說。根據日本時代人類學家移川子之藏的口傳傳說採集紀錄，曾經，有一名名為Buta Qaraho的頭目帶領族人從名為「賓斯布干」的地區遠征至現在的桃園地區。有一日，Buta Qaraho的其中一個兒子Yuraw Buta在參加出草遠行過程中，遇見了Sukamajun族的一位少女，經熱戀後私訂婚約，並答應女方，如若再出草過程中能獲得一個首級，就要娶她。儘管最後Yuraw成功割下一個首級，但是女方的族人卻反對這門婚事，並用計殺了Yuraw。聽聞兒子死後的Buta大怒，並派遣年輕的手下回鄉求援，自己則單獨留在現今位於桃園市的敵方土地。七天後，援軍趕來時，卻發現Buta因為過度飢餓，已經是奄奄一息。眾人立即煮了小米粥餵他，挽回了一命。Buta和夥伴商量計策，並在Sukamajun人舉行敵首祭的當晚，潛入Sukamajun部落的高腳屋下，綁住敵人垂過地板的長髮，然後從容的再爬到屋內大開殺戒。而後來，Buta又多次和性存的Sukamajun人對戰，今日的三光、阿姆坪、高遶等地，都是古戰場。戰後，Buta回到他的故鄉——賓斯布干，並面對故鄉的人說「Gogan地區土地肥沃，大家遷到那裏開墾罷」，於是泰雅族人遂遷入今日的桃園地區，至於移動的大約時間點，根據《台灣原住民系統所屬之研究》引述之日本人訪談，大約發生在採訪時10至12代（約距今300至400年前）。
在桃園地區的平埔族人方面，在漢人進入前主要以漁獵、火耕、採集為主。今日對於南崁四社的文獻紀錄較為缺乏，對其生活方式的描述流存不多。由於原住民部落並未留下文字記錄，對他們的紀錄往往來自於漢人或日本人觀點。根據《諸羅縣志》記載，當時龜崙、南崁一帶之淡水番社主要以狗尾黍、山芋為主食，無稻米栽植或食用之記錄。在1722年的《臺海使槎錄》中，則指出當時北路諸羅番人「多不事耕作，米粟甚少，日三飧俱薯芋；餘則捕魚蝦鹿麂。採紫菜、蓪草交易為日用，且輸餉〔納稅〕」。1900年代初伊能嘉矩踏查南崁四社附近原住民習俗時，也曾從部落耆老處得知在受漢人影響前，該處原住民有在地面上鋪木板為床、穿達膝蓋長上衣、嚼米釀酒、著瑪瑙串鍊等習俗。

## 荷西與明鄭時期

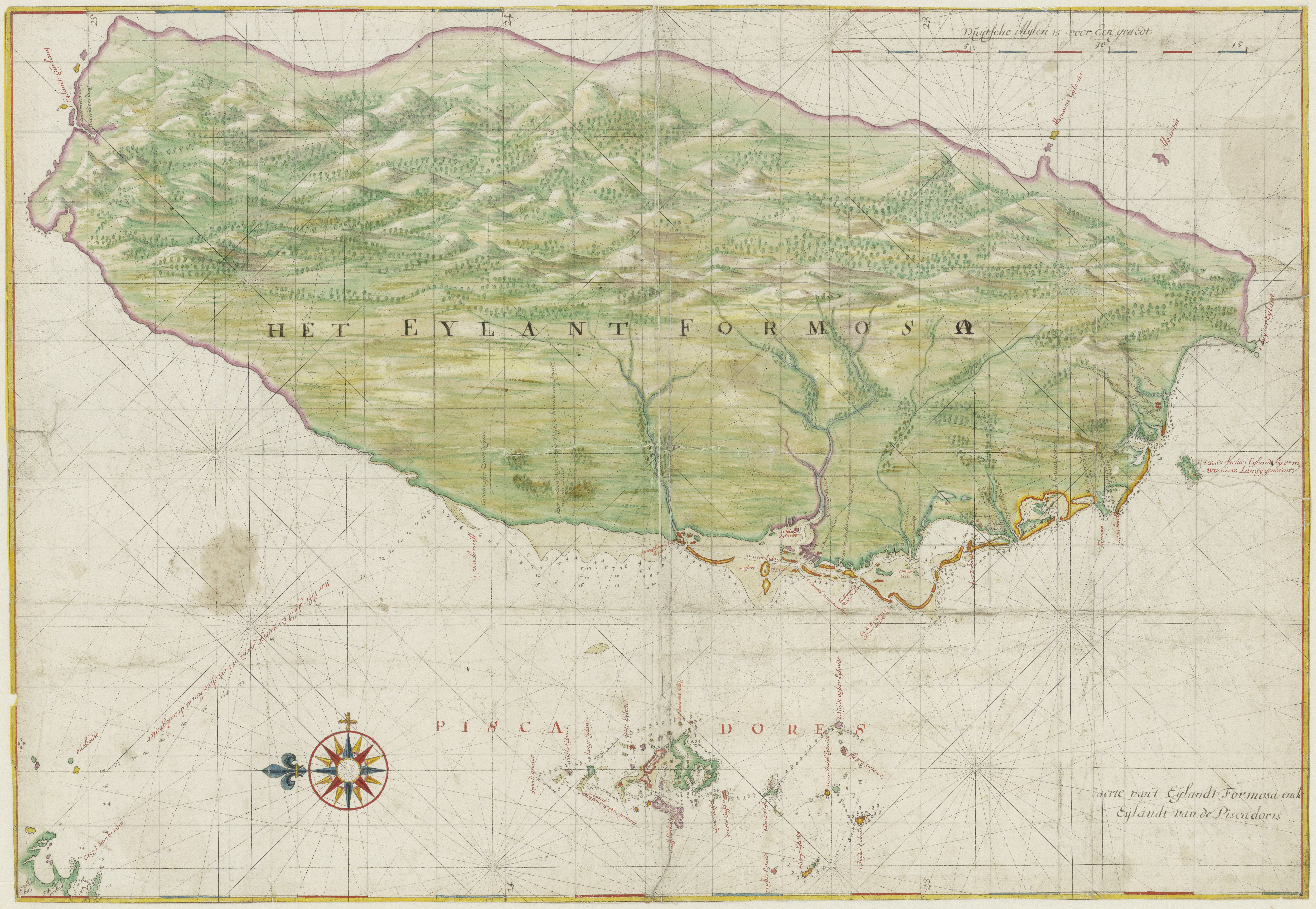
荷蘭人在1640年所繪的臺灣地圖，東方在上，現藏於海牙荷蘭國家檔案館。

1624年，荷蘭人登陸臺灣，建立熱蘭遮城，以臺灣為貿易與傳教的據點，臺灣進入荷西時期。儘管荷蘭人勢力當時主要聚焦於臺灣南部，勢力未抵達北臺灣，當時由摩西・科曼士（荷蘭語：Moses Claesz Coomans）所繪製的澎湖群島地圖中，仍曾出現南崁（荷蘭語：Lamcam）之地名，顯示荷蘭人當時對北臺灣已有一定認識。
1626年，西班牙人登陸臺灣北海岸，雖然勢力範圍據記載可達新竹，但仍缺乏關於桃園的紀錄。1644年，荷軍起兵北上，進攻西班牙，打通大員（今台南）至淡水的道路，並招降南崁社在內的原住民部落，沿途繪製的地圖始包括桃園的村落和山水。不過，雖然荷蘭在驅逐西班牙後得以統領全台，有數百原住民村落聽其號令，但實際有效統治範圍仍限於臺南一代，對北部影響力有限。目前僅知荷人曾對平埔族行人口調查，得知南崁社在1647年時有387人，1655年時降至157人；霄裡社在1650年也只有95人。

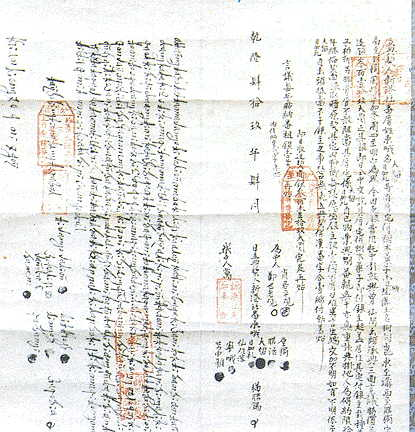
像這樣的新港文書是乾隆以前臺灣南部漢人與原住民訂契約的方式之一，右側是漢文，左側是原住民語，使用由荷蘭人帶入臺灣的拉丁字母拼寫。

荷蘭人在臺灣，最主要的目的為獲取貿易利益。因此，自1640年起，便開始任命漢人擔任「社商」，對歸順的原住民族人實施包稅型態的贌社制度。當時的荷蘭人除了對番社課稅外，也對沿海捕魚的漁船課稅，從此改變原住民經濟型態。當時，南崁地區為臺灣八大漁業承包區之一，加上具備充沛路上動物資源，貿易熱絡，據推測此時商業重要性已不亞於農業。
1661年，鄭成功逐退荷蘭人，臺灣進入奉明朝為正朔的明鄭時代。在鄭成功時代，臺南以北被劃為天興縣，包括桃園。1662年，鄭成功去世，其子鄭經執政，改稱「天興縣」為「天興州」，並設北路安撫司，在包括南崁在內的一系列臺灣中北部地區建立零星戍屯點。與荷西相同，鄭氏政權對桃園一帶的記載也不多，目前知鄭氏部隊曾於南崁港登陸，驅逐當地原住民，並屯兵於南崁廟口（桃園市立圖書館蘆竹分館附近）。另外，在1681年，鄭家第三代鄭克塽曾派遣部將陳絳在臺灣北部開墾，並留下南崁的「營盤坑」等軍事色彩地名。

## 清治時期

帶領清軍攻打臺灣的鄭氏降將施琅

1683年，鄭克塽降清，臺灣正式進入清朝統治時代。1684年，在福建省臺廈道下設立臺灣府，範圍為全臺灣，臺灣府下設臺灣、鳳山、諸羅三縣，現在的桃園屬於當時的諸羅縣。由於對岸福建、廣東兩省山多田少、人口稠密，許多漢人開始移民進入臺灣。隨著人口增長，開墾的範圍也開始不斷從臺南向北擴，1704年以前，一般墾民最北屯至斗六門（今斗六），1723年朱一貴事件後，增設彰化縣及淡水廳，並在包括桃園在內的地區設堡分庄。1879年，廢淡水廳，新設臺北府，轄區範圍依舊包含桃園全境；府下設新竹、淡水兩縣，北桃園（舊桃澗堡、海山堡）屬淡水縣，南桃園（竹北二堡）則歸於新竹縣。
清領初期，桃園地區雖然歸諸羅縣管轄，但清廷事實上並未在此地設官治理，加上當時渡台禁令影響，一開始漢人人口並不多；據1696年《臺灣府志》記載，「半線〔今彰化〕以北，山愈深，土愈燥，煙瘴愈厲，人民罕至」，1697年，郁永和也在《裨海紀遊》描述「自竹塹〔今新竹〕迄南崁八九十里，不見一人一屋」。直到1711年，清廷為防範海盜，在北臺灣戍兵防守，漢移民才開始北上。

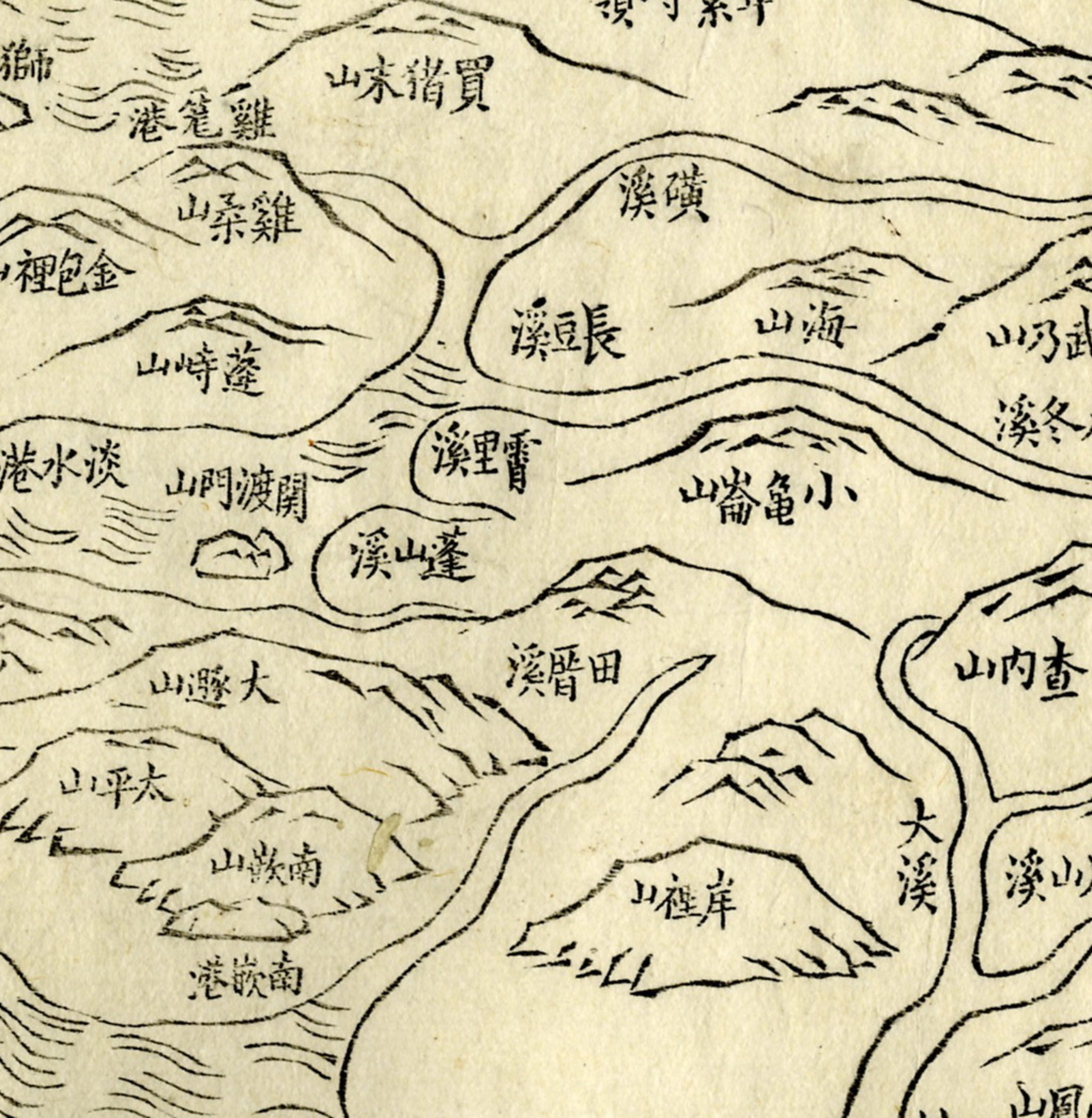
《續修臺灣府志》中的淡水廳地圖，出現「南崁」、「大溪」、「霄裡」等地名。

桃園地方的漢人移民，主要分為「虎茅莊時期」、「桃仔園莊時期」與「桃園城時期」三段。虎茅莊（意指「茅草如虎傷人」）是桃園首個主要漢人村落，1726年始開墾，並在1737年開始有大規模人口移入，其拓殖中心位於今日桃園市區，範圍擴及八德、南崁等周邊行政區。桃仔園莊時期名稱源自於1774年出版的《續修臺灣府志》，此時漢人人口成長加速，土地開發逐漸飽和，開始出現佃農制。1809，桃仔園壘土為堡，1834年，桃仔園改土堡為城，桃園正式進入桃園城時期，此時桃仔園已成為地區的農業集散中心。
1885年，臺灣建省，桃園行政區劃如故。1894年，中日甲午戰爭爆發同年，將淡水縣屬之大嵙崁（今大溪）獨立，命名為南雅廳。
以在清領時代移來桃園的漢人來說，閩南籍人士多聚於今桃園區與附近之沿海地帶，而客家籍人士則聚於靠內陸的中壢、平鎮、楊梅、龍潭及沿海的觀音、新屋，這種依籍貫分居的現象壁壘分明。由於族系之繁複，以及清治前期將北臺灣視為邊疆地帶而甚少管理，桃園地區的閩粵械鬥與漳泉械鬥非常頻繁，並有著非常複雜的合縱連橫關係。
隨漢人移墾人數大增，平埔族人除喪失大量土地外，原宗教信仰亦多受衝擊。建於1740年（乾隆50年）的南崁元壇廟就已出現漢人與平埔族人共同祭祀的情況，顯示平埔族人已受漢人信仰一定程度同化。除漢人影響外，基督宗教亦曾來到桃園地區，對原住民傳教。

## 日治時期

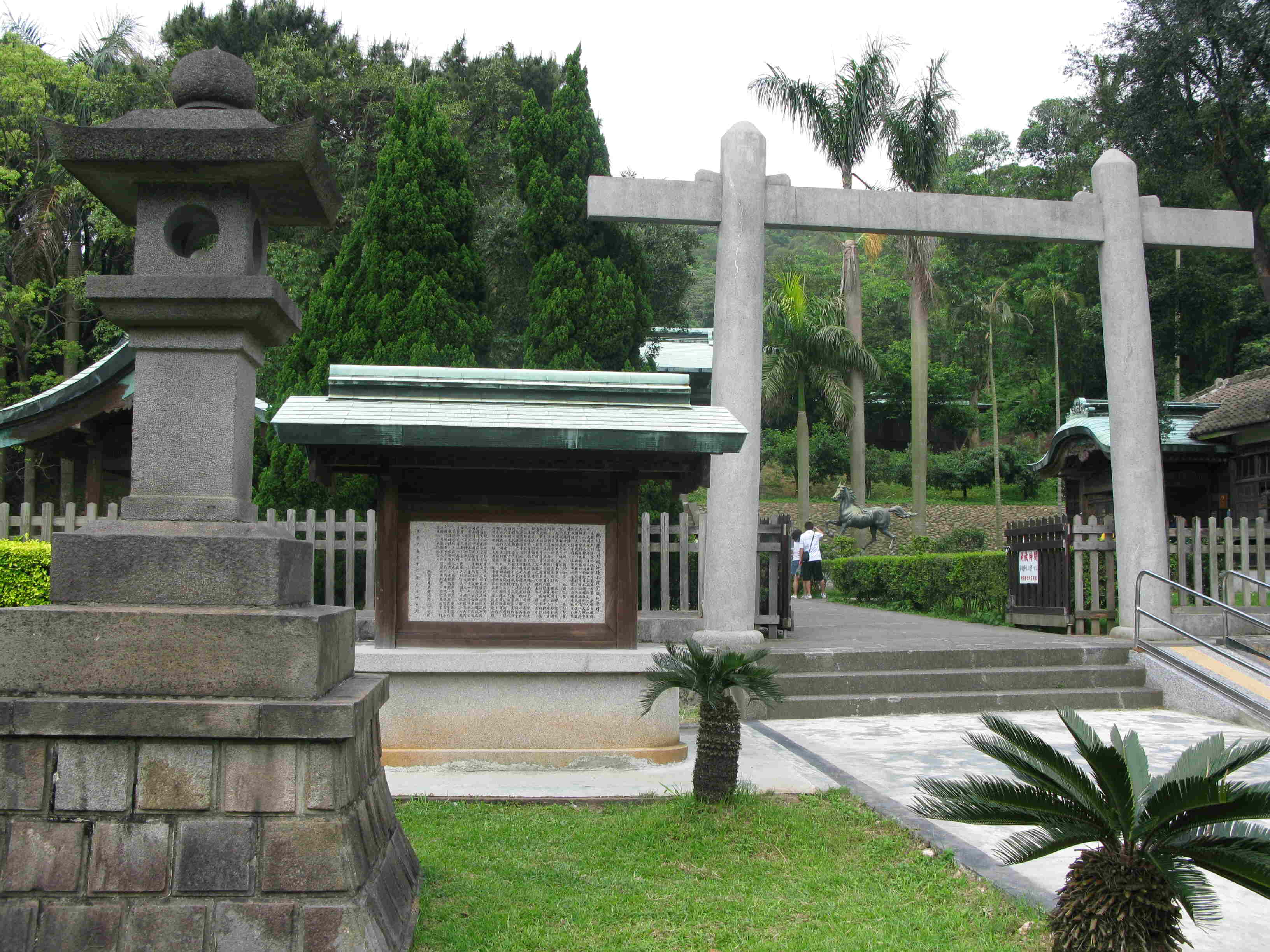
1938年興建的桃園神社

1894年，清庭與日本甲午戰爭戰敗，於1895年4月17日與日本簽訂馬關條約，將臺灣全島及澎湖列島割讓予日本，臺灣進入日治時期。日治初期，臺灣行政區劃的變化相當頻繁。同年6月，日軍登陸臺北，分全台為臺北、臺灣、台南三縣，縣下設支廳，區劃界線沿襲清代舊制，桃園隸屬於臺北縣新竹支廳。8月，屬於今日桃園市範圍的海山、桃澗兩堡脫離新竹支廳，改由臺北縣直轄。1897年，臺北縣分拆為臺北、新竹二縣，今桃園市地區改由臺北、新竹二縣分轄。一年後，又再改制，今桃園地區分隸於新埔辦物署、三角湧辦物署、桃仔園辦物署三署。1901年（明治34年）廢縣置廳，將臺灣劃分為20個廳，桃園地區大部分屬桃仔園廳，下轄大嵙崁、三角湧、大坵園、楊梅壢、咸菜硼、中壢等六支廳。1905年（明治38年）桃仔園廳更名為桃園廳，是目前「桃園」地名的首次正式確立。。

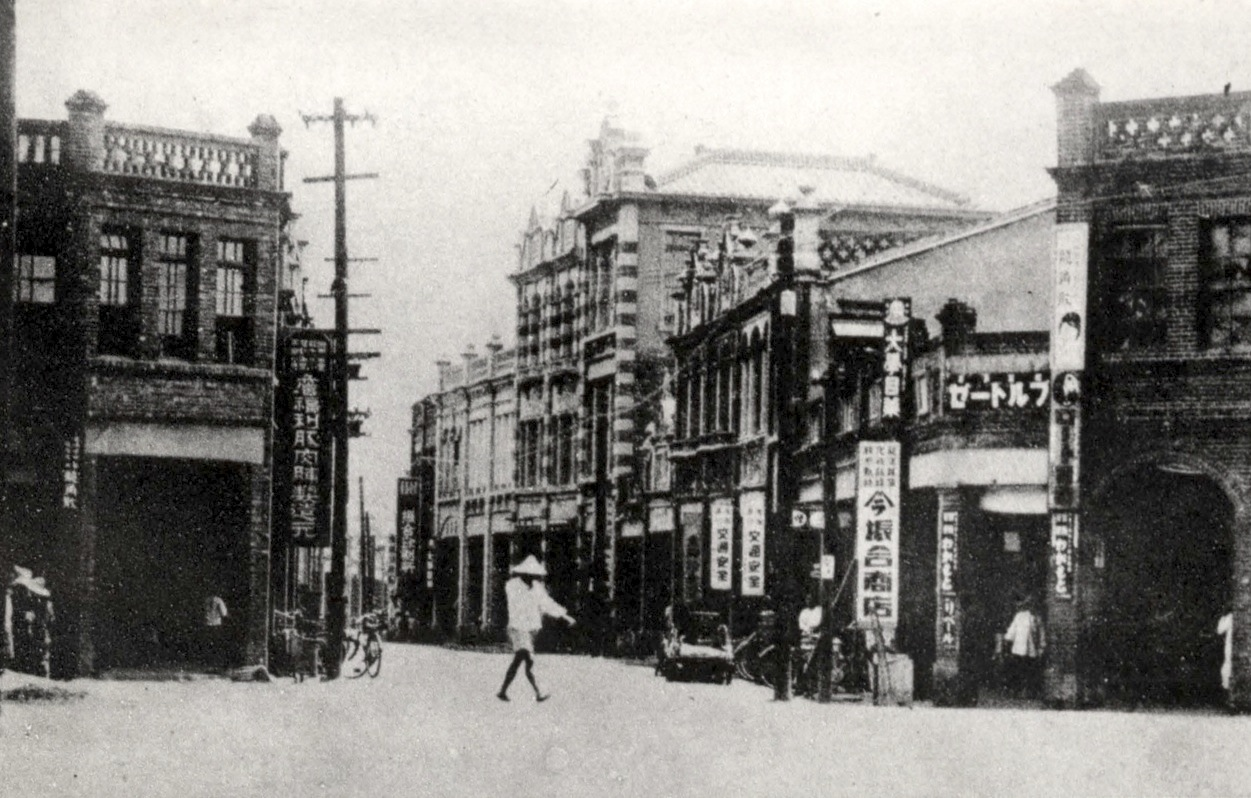
日治時期的桃園街街景

1920年（大正9年），臺灣總督府公布《臺灣州制》（大正9年律令第3號）、《臺灣市制》（大正9年律令第5號）、《臺灣街庄制》（大正9年律令第6號），調整行政區劃，將臺灣西部十個廳改制為五個州（臺北州、新竹州、臺中州、臺南州、高雄州），其中桃園及新竹兩廳合併為新竹州，新竹州所轄之桃園郡、中壢郡、大溪郡三個郡的範圍大致與現今桃園市的轄區相同。

## 中華民國時期

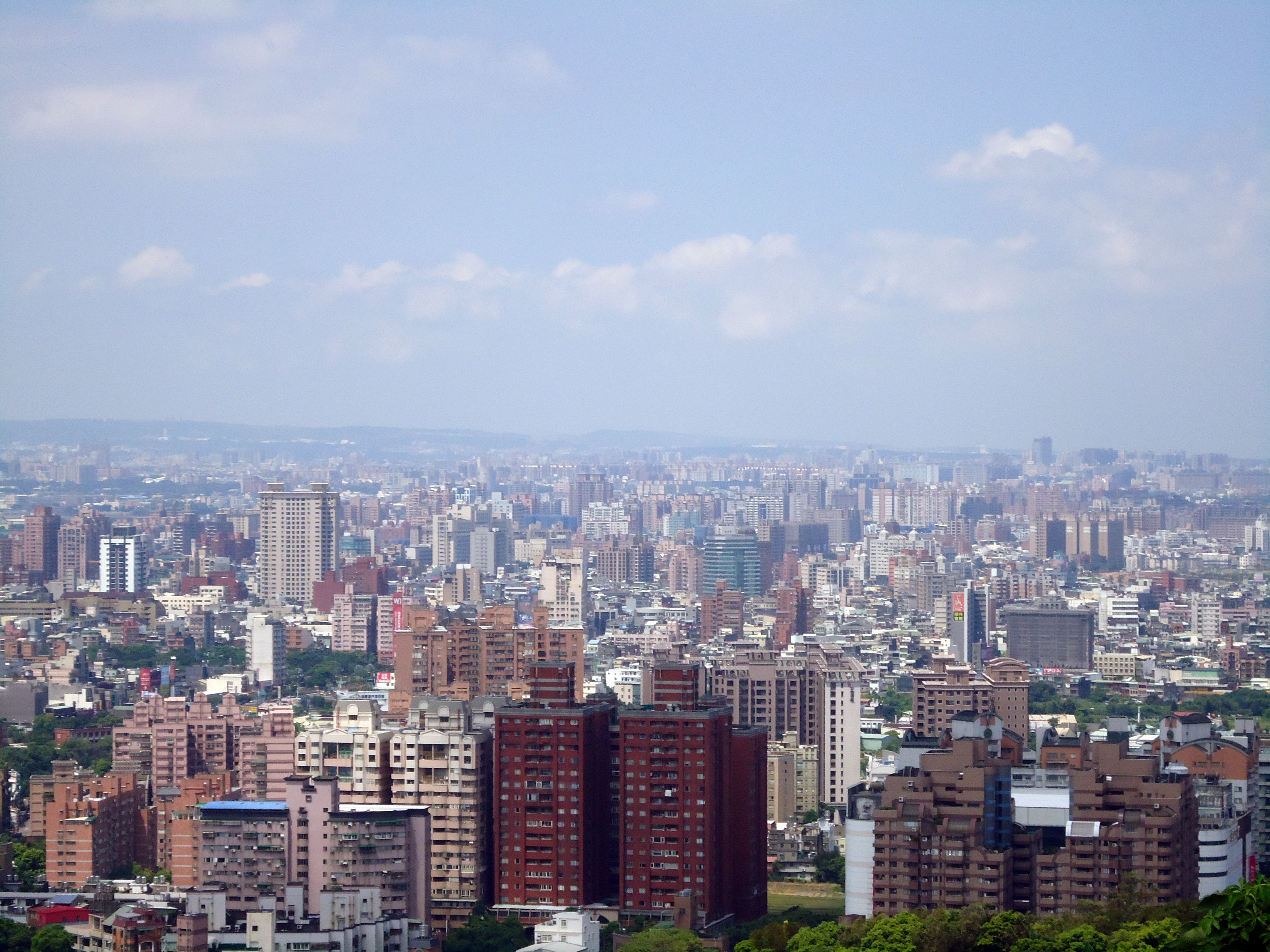
從虎頭山環保公園所見之桃園區景色

1945年（民國34年）二戰結束日本投降後，國民政府接收臺灣，將新竹州改為新竹縣，縣治則遷至桃園（今桃園區），1950年（民國39年）8月，國民政府於遷臺後對臺灣省行政區進行重劃，新竹縣加新竹市二者統合調整為桃園縣、新竹縣、苗栗縣三個省轄縣。
第二次國共內戰後，許多來自中國大陸的軍眷遷移至桃園縣，使得中壢的龍岡地區便以滇、緬移民的外省人而著名。1960至70年代，中壢、龜山等傳統工業區成立，以及1979年2月26日，中正國際機場（現臺灣桃園國際機場）的啟用，桃園縣工商發展迅速，成為全國人口增加率最高的縣市之一，但在高度發展的背後，也帶來了環境汙染的問題。桃園縣人口數在2010年6月7日突破200萬人，依照中華民國《地方制度法》，於2011年1月1日起準用直轄市之編制（稱「準直轄市」）。2012年7月提出改制直轄市案，於2012年11月23日內政部通過改制為直轄市。2013年1月3日行政院第3330次院會公佈桃園縣於2014年12月25日改制為直轄市，名稱定為「桃園市」，成為臺灣北部第三個直轄市。原縣轄鄉鎮市一併改制為區，目前有13區。其中復興區為山地原住民區。